# Saliña

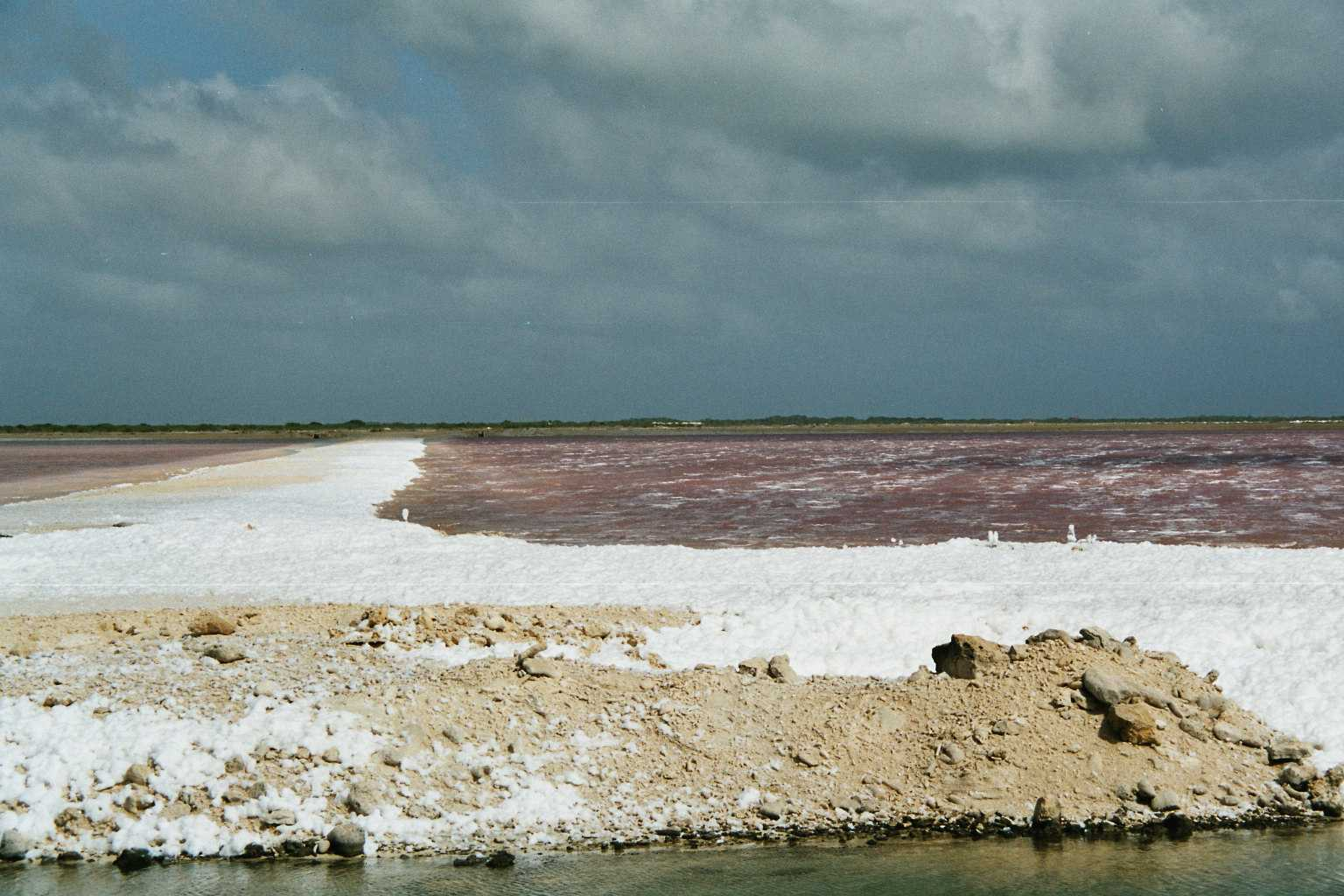
Het Pekelmeer op Bonaire

Een saliña of salinja is een zoutmeer of -inham die door een dam van dood koraal afgesloten is van de zee. Saliñas hebben een belangrijke functie doordat ze zorgen voor de opvang en filtratie van (regen)water. Zo wordt voorkomen dat voedingsstoffen en gronddeeltjes het rif in spoelen en daar tot schade aan de koralen leiden. Deze functie is vooral cruciaal bij hevige regenval. Saliñas zijn verder een belangrijk voedselgebied voor tal van watervogels. 
Op Bonaire zijn Slagbaai, Gotomeer (beide in het Washington Slagbaai National Park), het Pekelmeer en de saliñas op Klein Bonaire watergebieden van internationale betekenis in het kader van de Conventie van Ramsar.
Op Aruba zijn er vijf zoutwaterplassen in de regio Noord, te weten Saliña Druif nabij Tierra del Sol, Saliña Serca en de saliñas van Bubali, Palm Beach en Malmok.